# Fitovirus

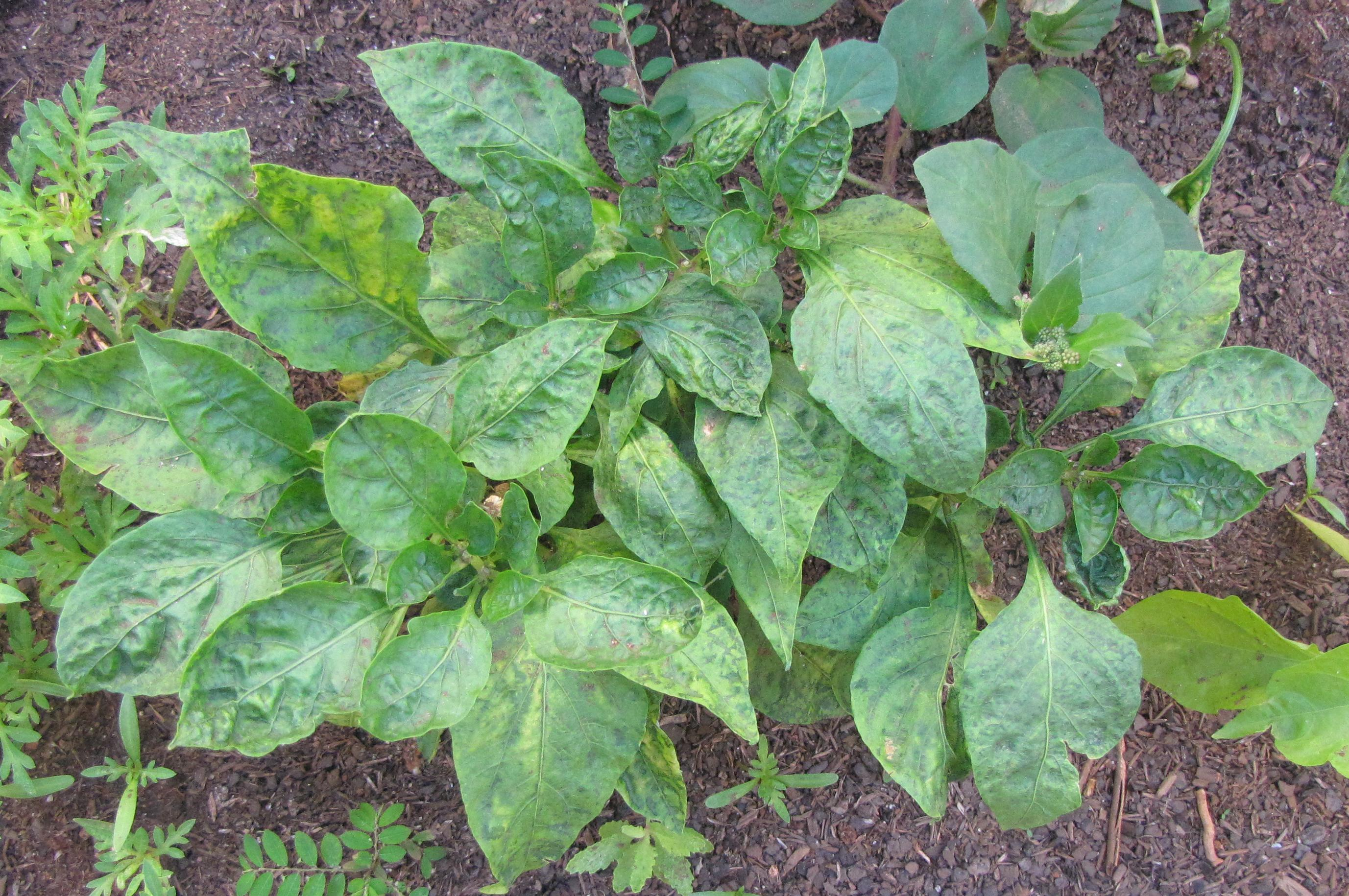
Planta de pimiento infectada con el Tomato Spotted Wilt Virus, TSWV (virus das manchas marchitas del tomate)

Un fitovirus es un virus que ataca a los organismos vegetales. Estos virus tienen la característica de penetrar en las células vegetales con el fin de desviar, a su favor, los mecanismos de la célula y permite que el virus se reproduzca. 
Esta multiplicación viral causa un cambio en el metabolismo o la destrucción de la célula. La proliferación de virus en el tejido vegetal, en algunos casos, no tiene síntomas visibles al principio (fenómeno de enmascaramiento), pero muy a menudo los ataques de virus se manifiestan por síntomas tales como manchas o señales.
Las cepas de virus vegetales han evolucionado de forma independiente uno del otro: como la mayoría de endoparásitos, los virus se multiplican aislados de sus anfitriones. La evolución paralela de las cepas del virus y de los anfitriones resistentes (coevolución) está en el origen de la gran especialización de los virus con respecto a su anfitrión. Los virus son capaces de atacar sólo a una especie o a una familia de plantas. El virus del mosaico del tabaco, por ejemplo, es capaz de atacar a la mayoría de las plantas que pertenecen sólo a la familia Solanáceas (tomate, tabaco, berenjena, etc.)

## Clasificación de los fitovirus
La estructura de los fitovirus está bien definida. Se presenta en forma de partículas virales (o viriones) que tienen características isométricas, bastones rígidos o filamentosos así como formas baciliformes.
La clasificación de los virus de las plantas en categorías, géneros y familias se basa fundamentalmente en tres criterios:
- La naturaleza del material genético: ADN o ARN, mono o bicadena (una rama o dos)
- El nivel de homología (semejanza adquirida de un ancestro común) de los genes. Para ello, el material genético de cada virus es secuenciado. Las sucesiones de bases nitrogenadas de los diversos virus se comparan, y los virus cuyas secuencias son más cercanas, se agrupan en un mismo taxón. Los géneros (por ejemplo, los Caulimovirus) y la familia (por ejemplo, Caulimoviridea) se definen por su grado de homología.

Sin embargo no siempre es posible agrupar todos los tipos en familias, existen tipos aislados, como los Benyvirus o los Pomovirus.
- En menor medida, la forma de las partículas virales se utiliza como criterio, especialmente para el grupo de virus de ARN monocadena. Esta familia se subdivide en virus isométricos, partículas helicoidales en bastón o helicoidales.

## Los viroides
Los viroides, a diferencia de los virus, tienen una estructura mucho más simple y el principio de multiplicación no es exactamente idéntico.
Los viroides consisten sólo en una monocadena circular de ARN que tiene un estructura espacial muy compacta y rígida. No hay ninguna cápside, ni tampoco envoltura.
Los viroides se han clasificado en dos familias: Pospoviroidae y Avsunviroidae .
El RNA polimerasa de la planta asegura la síntesis de nuevos viroides que luego se acumulan en el nucleolo, en el resto del núcleo o de la membrana de los tilacoides de los cloroplastos.
Esta acumulación de los viroides dentro de la célula conduce a disfunciones metabólicas, tales como impedir la multiplicación celular. La proliferación de los viroides se ve favorecida por un aumento de la longitud del día y un aumento de la temperatura, que es la razón por la que están involucrados en las enfermedades tropicales, mediterráneas o en las plantas ornamentales de los invernaderos. Uno de estos ataques causa el «Cadang Cadang», que conduce a una disminución lenta pero letal de las palmeras de los cocos y que ya ha diezmado a miles de árboles.

## La transmisión viral

### ¿Cómo se mueven los virus a través de la planta?
A poca distancia, de una célula a otra, el virus se asocia con el movimiento de las proteínas formando un conjunto con ellas. Este conjunto puede dar lugar a la formación de los túbulos que garantizar el paso del virus por los plasmodesmos.
A mayor distancia, los virus utilizan los tubos que transportan la savia elaborada que son las células del floema.

### La transmisión vertical
¿Cómo se transmite el virus de una generación de plantas a otra?
Con pocas excepciones, los virus no se transmiten ni por las semillas ni por el polen. Por el contrario, la multiplicación vegetativa de las plantas permite la infección de toda la progenie. La eliminación de los tejidos atacados por virus se hace esencialmente mediante micro cortes y por el cultivo de los meristemos.

### La transmisión horizontal
¿Cómo se transmiten los virus de una planta a otra?
La transmisión de planta a planta puede ocurrir a través de una inoculación mecánica, después de una limpieza o de que el viento frote dos ramas de las plantas. Prácticas agrícolas: la poda, la labranza también pueden facilitar la transmisión horizontal.
El modo de transmisión más específico de los virus sigue siendo por los organismos vivos: plagas, hongos o cuscuta (planta parásita).
Entre las plagas se encuentran todos los parásitos que muerden o chupan: ácaros, nemátodos y especialmente insectos como los áfidos, cochinillas, saltamontes (y la mosca blanca en los países cálidos).
Los virus transmitidos por los animales pueden ser clasificados en dos categorías, los virus no circulantes y los virus circulantes.

#### Virus no circulantes
Son transportados por el aparato bucal del animal (por ejemplo, insecto parásito, un áfido). Se distinguen entre estos tipos de virus:
- Los virus no persistentes: estos virus tienen una muy corta vida fuera de la planta. El tiempo de adquisición es muy corto (pocos segundos) y debe ser inoculado muy rápidamente para poderse propagar.

- Los virus semi persistentes: estos virus tienen una duración más prolongada fuera de la planta (varias horas), para difundirse el tiempo empleado puede ser más largo (algunas horas)

#### Los virus circulantes
Circulan en el sistema digestivo, la hemolinfa y el canal salivar del animal, por el que entran en una nueva planta. Estos virus están también clasificados como persistente. el tiempo de la inoculación es de varias horas a varios días separados por un largo período de latencia durante el cual el insecto no puede transmitir el virus.
Nematodos vectores de padre a hijo,
En un grupo de nematodos, Xiphinema, la transmisión de un nepovirus se realiza por el modo circulante, pero con una persistencia que puede durar desde unas pocas semanas a varios meses. Si el nematodo vive lo suficientemente, puede garantizar la transmisión del virus entre dos cultivos anuales.
Los parámetros que rigen la expansión de una enfermedad viral transmitida por vectores depende de varios factores relacionados con la biología de los vectores mismos. El conocimiento de los parámetros permite desarrollar sistemas de predicción para la realización de una lucha efectiva: la eliminación de las fuentes del virus durante los intercultivos o la interferencia con el comportamiento de los vectores.

## La lucha contra los fitovirus
No hay ningún producto químico conocido hasta la fecha, capaz de asegurar la lucha curativa: sólo se puede considerar la lucha preventiva.

### La selección genética
Las defensas naturales de las plantas (síntesis de proteínas defensivas, hipersensibilidad) en la lucha contra los virus son probablemente genéticas. Esta capacidad se define como defensa varietal. La experiencia demuestra que cuanto más se selecciona una planta con objetivos de rendimiento, más frágil se vuelve. Los genetistas han creado nuevas variedades mediante la introducción de genes de resistencia a través de cruces y de selección o por medio de la tecnología transgénica.
Por ejemplo, se cruzan plantas de tomate Solanum lycopersicum con especies silvestres como Lycopersicon hirsutum o Lycopersicon peruvianum para mejorar la resistencia al virus del mosaico del tabaco, de las manchas de tabaco y el virus Y de la patata.
Así mismo se realiza el cruce entre la cebada y el triticale para obtener variedades resistentes al virus del mosaico amarillo.

### Eliminación de vectores fuentes
Para los virus no persistentes, la propagación de la epidemia se encuentra efectúa dentro de un radio de unos cien metros alrededor de la planta infectada.
- La lucha será la de eliminar las fuentes de virus como las malas hierbas perennes o bienales durante los intercultivos.
- Se pueden proteger los cultivos con alguna cobertura en áreas ventosas. De hecho, el viento es un factor en la propagación del insecto incluida la horticultura bajo plástico.
- También se puede utilizar un insecticida que intercepte al insecto en vuelo.
- Se puede rociar con aceite sintético sobre las plantas para impedir la llegada del virus a los aparatos bucales de los insectos.

Para los virus persistentes, el virus puede propagarse a cientos de kilómetros. El control de la población de vectores fitófagos puede ser necesario a veces. En estos casos, se recomienda el uso de un insecticida sobre el follaje o el suelo. Este tipo de tratamiento se produce en particular para el virus del enrollamiento de las hojas de la patata o el virus de la amarillez de la cebada.

### Cultivos de meristemos
Los meristemos deben estar libres de virus. En un medio de cultivo con hormonas y con inhibidores de la replicación, el cultivo de meristemos permite la multiplicación de clones sanos a gran escala.

### La termoterapia
La termoterapia consiste en exponer a la planta a las altas temperaturas. Es capaz de destruir los virus como si se tratara de una fiebre en humanos. Para ello se procede a baños calientes o se colocan en un lugar cálido las plantas a «tratar». Esta solución se considera sólo para pequeños cultivos.
¡Las fresas al calor!
Plántulas de fresas infectadas con el virus del amarilleado pueden ser curadas mediante una estancia de 3 a 4 semanas a 37/38 °C. En general, esta técnica está reservada para producir plantas libres de virus.

### La preinmunización
Consiste en inocular una cepa viral mitigada que producirá síntomas atenuados a las plantas para protegerlas contra la infección posterior por cepas severas del mismo virus o viroide. Sin embargo, puede haber un fenómeno de reversión que hace que la cepa disminuida se convierta en cepa virulenta. Además, algunas cepas mitigadas puede ser virulentas para otras especies.
El azar de esta técnica, la hace de hecho, una técnica de transición en espera de alternativas más baratas y más prácticas de aplicar.
En la actualidad los virus para los que existe una preinmunización a escala comercial son:
- El virus de la tristeza de los cítricos
- El virus de la papaya
- El virus del mosaico amarillo del calabacín
- El virus del mosaico del tabaco.